# Llista de catenae de Rea
En aquest article només es mostra els noms oficials aprovats per la Unió Astronòmica Internacional (UAI).
Aquesta és una llista de catenae amb nom de Rea

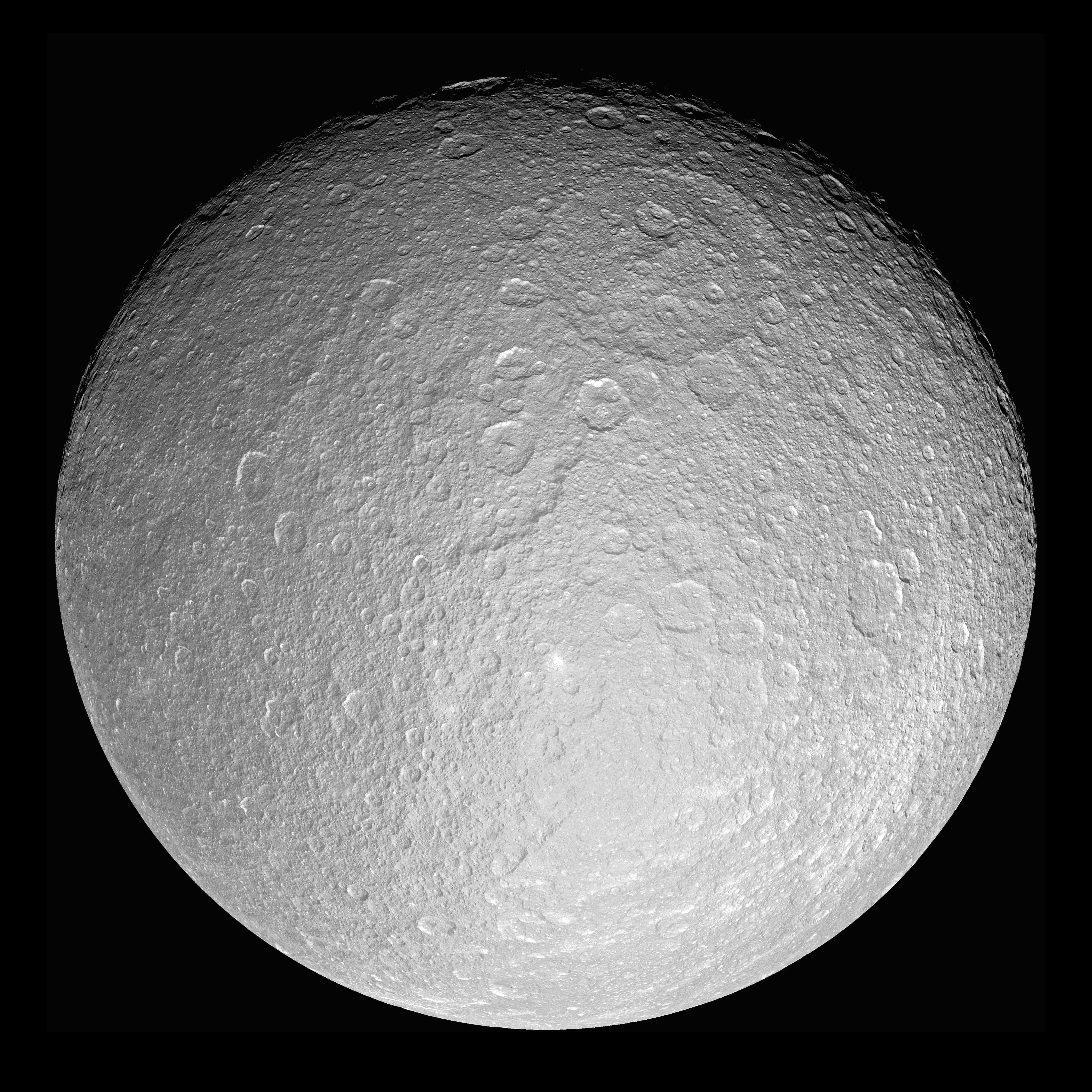
Imatge de Rea (Saturn v) presa per la sonda espacial Cassini a 58.686 km de distància, 2005
Mapa topogràfic de Rea, 2014

## Llista
Les catenae de Rea porten els noms de personatges i llocs vinculats a mites de la creació de diverses cultures
La latitud i la longitud es donen com a coordenades planetogràfiques amb longitud oest (+ Oest; 0-360).
| Catena           | Coordenades                            | Diàmetre (km) | Epònim | Ref.  |
| ---------------- | -------------------------------------- | ------------- | --- | ----- |
| Koykamou Catena  | 70° S, 244° O / 70°S,244°O             | 110,00        | Serralada mítica de Nganasan dels samoiedes (Rússia), la primera terra que va emergir de les aigües primordials després de la creació.                                             | WGPSN |
| Mouru Catena     | 48° 30′ N, 343° 30′ O / 48.5°N,343.5°O | 80,00         | Terra santa creada pel déu persa Ahura Mazda (Ormazd); Oasi modern de Mary / Merv, Turkmenistan.                                                                                   | WGPSN |
| Onokoro Catenae  | 44° 42′ S, 328° 30′ O / 44.7°S,328.5°O | 240,00        | Illa de la mitologia japonesa formada per una gota d'aigua que va caure d'una espasa detinguda per les divinitats primordials Izanagi i Izanami.                                   | WGPSN |
| Puchou Catenae   | 32° N, 87° O / 32°N,87°O               | 620,00        | Muntanya de la mitologia xinesa que va ser atacada pel monstre Kung Chung, cosa que va provocar que s'inclinès l'eix de la Terra.                                                  | WGPSN |
| Thebeksan Catena | 39° 30′ S, 174° 00′ O / 39.5°S,174°O   | 220,00        | Muntanya sagrada en la mitologia coreana, on el déu creador va venir a la terra.                                                                                                   | WGPSN |
| Wungaran Catenae | 22° 30′ N, 79° 00′ O / 22.5°N,79°O     | 350,00        | Lloc on va desembarcar la deessa creadora de Kakadu (nord d'Austràlia) després de creuar el mar (per Malàisia). Allà va conèixer el gegant Wuraka, avantpassat de tots els pobles. | WGPSN |